# Hlod

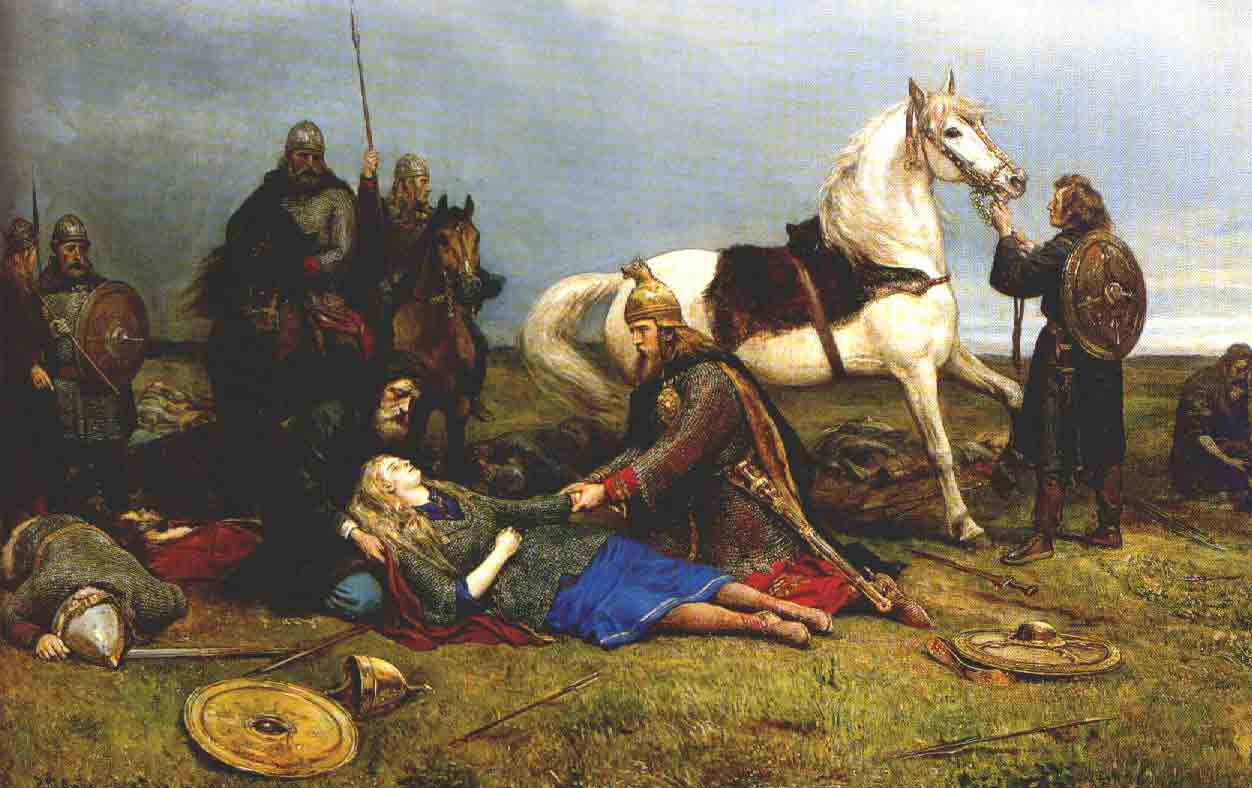
Hlöd vindt Hervor, zijn zus, dood na het gevecht met de Goten te Myrkviðr. Peter Nicolai Arbo

Hlod of Hlöd was de onwettige zoon van Heidrek, de koning van de Goten. Hij verschijnt in de Hervarar saga en waarschijnlijk ook als Hlith in de Widsith, lijn 115, samen met zijn vader Heidrek, zijn halfbroer Angantyr, en zijn moeder Sifka.

## Erfrecht
Hlod was opgegroeid bij zijn grootvader Humli, koning van de Hunnen, en hij was knap en moedig. Bij zijn geboorte werden hem al paarden en wapens geschonken, naar de gewoonte van die tijd.
Toen Hlod hoorde van de dood van zijn vader Heidrek en dat zijn halfbroer verkozen werd als nieuwe koning van de Goten, kreeg hij van zijn grootvader de raad om naar Arheimar te gaan en zijn erfenis op te eisen.
Eenmaal aangekomen in Arheimar met vele Hunse krijgers zei hij tegen de eerste man die hij tegenkwam voor de raadzaal van zijn broer dat deze Angantyr moest gaan zeggen dat zijn broer hem wilde spreken.
Toen Angantyr vernam wie buiten op hem aan het wachten was legde hij zijn mes neer, nam zijn maliënkolder en zijn witte schild in zijn ene hand en Tyrfing in zijn andere. Hij vroeg Hlod om binnen te komen en iets te drinken ter ere van hun dode vader.
Hlod antwoordde echter dat hij niet gekomen was om te feesten, maar dat hij de helft van de erfenis van Angantyr wilde: koe en kalf, handmolens, gebruiksvoorwerpen en wapens, schatten, slaven, Myrkviðr (Mirkwood), het graf, de ingebeitelde steen naast Dnjepr, de wapenuitrusting van Heidrek, grond, leenmannen en ringen.
Angantyr weigerde te delen met Hlod en zei dat hij geen recht had op de erfenis, maar als vergoeding zou hij lansen, weelde, vee, duizend slaven, duizend paarden en duizend leenmannen krijgen. Voordat ze vertrokken zouden ze allen rijkdom en een dienstmaagd krijgen. Hlod zou zijn deel in zilver en goud krijgen en een derde van het land van de Goten om over te heersen.
Gizur Grytingalidi was echter op bezoek bij Angantyr om afscheid te nemen van zijn pleegzoon Heidrek, en vond dat hij veel te genereus was. Gizur riep dat Hlod enkel een bastaard was en de zoon van een slavenmeisje, en dus niet zo'n prinselijk cadeau verdiende.
Beledigd om als bastaard en zoon van een slaaf genoemd te worden keerde Hlod terug naar de Hunnen en naar Humli. Hij vertelde dat Angantyr weigerde om zijn koninkrijk met hem te delen, en toen Humli aandrong vertelde hij ook dat hij een slavenzoon genoemd was.

## Samenroepen van de Horde
Humli besloot dat hij de volledige kracht van de Hunnen moest samenbrengen en de Goten moest aanvallen. Eenmaal de lente aanbrak stelde hij een enorm leger samen, zo enorm dat er in de hele steppe geen enkele man meer was die een leeftijd had waarop hij kon vechten. Hij riep iedere man op vanaf 12-jarige leeftijd, en ieder paard vanaf 2 jaar en ouder. In totaal was er een leger van 343 200 bereden krijgers.

## De dood vanHervor, de zus van Hlod
Eenmaal de Horde was verzameld reden ze door Myrkviðr (Mirkwood|Demsterwold) die het Reidgotaland van het land van de Hunnen scheidde. Eenmaal uit het woud kwam de horde aan op een dichtbevolkte vlakte. Op de vlakte was er een sterke vesting onder leiding van Hervor, de zus van Angantyr en Hlod, samen met Ormar, haar pleegvader.
Die ochtend, toen de zon opkwam boven de steppes stond Hervor op een wachttoren en zag een grote stofwolk boven het woud uitrijzen. Het verduisterde de zon voor een lange tijd. Plotseling zag ze onder de wolk goud. Er waren vergulde helmen, schilden en kurassen; en ze besefte dat de horde was aangekomen.
Hervor vroeg aan haar trompettist om de troepen samen te roepen. Dan vroeg ze Ormar om de Hunnen tegemoet te rijden en hen tot vechten uit te dagen voor de zuidelijke poort.
Voor de poort ontstond er een machtig gevecht, maar doordat de horde een enorme overmacht had werden de Goten verslagen en Hervor gedood. Toen Ormar haar zag vallen trok hij zich terug, samen met al diegenen die flauw van hart waren. Hij reed dag en nacht om de koning in Arheimar te bereiken.

## DeGotenbereiden zich voor
Terwijl de Hunnen plunderend door Reidgotland trokken, kwam Ormar aan in Arheimar en berichtte dat de moerassen brandden door de Hunnen en dat de zus van Angantyr dood was. Angantyr ontblootte zijn tanden en zei dat zijn broer Hervor niet had behandeld als zijn zus. Hij bekeek zijn kleine compagnie en verklaarde dat des te meer mannen iemand nodig heeft, des te minder hij er heeft. Gizur antwoordde dat hij zou vechten voor Angantyr en hiervoor geen vergoeding zou vragen.
Heidrek had een wet ingesteld dat eenmaal een leger het land binnenviel, en de koning van dat gebied een stuk grond afbakende met palen van hazelaarshout, het leger niet verder mocht plunderen voordat er een gevecht was geweest binnen het afgebakende gebied.
De oude Gizur bewapende zichzelf goed en sprong op zijn paard als een jongeling. Daarna vroeg hij Angantyr waar hij de Hunnen wilde ontmoeten. Hij antwoordde dat hij hen wilde ontmoeten op de velden naast de Donau, onder de essenheuvels, waar de Goten al vele malen hun vijanden hadden overwonnen.
Býð ek yðr at Dylgju
ok á Dúnheiði
orrostu undir
Jassarfjöllum;
hræ sé yðr
at hái hverjum,
ok láti svá Óðinn flein fljúga,
sem ek fyrir mæli
Gizur reed zo dicht langs de Hunnen dat ze hem konden horen en ze schreeuwden dat Odin hen had verlaten en dat ze vervloekt waren.
Hlod schreeuwde dat ze Gizur moesten gevangennemen, maar Humli vertelde hem dat eenzame bodes geen kwaad mocht gedaan worden. 
Gizur schreeuwde dat de Goten de Hunnen en hun bogen niet vreesden, waarna hij zich haastte naar Angantyr om over de omvang van het leger te vertellen.
Angantyr stuurde boodschappers doorheen het hele land om iedere beschikbare man op te roepen, Waarna hij zich naar de Donau spoedde om het Hunnenleger te bekampen.

## Het gevecht
Ze vochten acht dagen. Niemand kon de doden tellen, maar nog altijd waren er geen kapiteins gevallen. Dag en nacht gingen de legers met elkaar in aanvaring en het gevecht werd grimmiger en grimmiger. De Hunnen werden woester omdat ze wisten dat ze een nederlaag niet zouden overleven. De Goten aan de andere kant vochten voor hun vrijheid en voor het land waarin ze geboren waren.
Op het einde van de achtste dag drukten de Goten vooruit doorheen de Hunse linies. De Hunnen verloren de moed toen ze Angantyr doorheen hun linies zagen rijden terwijl hij dood en verderf zaaide onder mensen en paarden met Tyrfing. Angantyr drukte de aanval door tot bij Hlod; en zowel Hlod als Humli werden gedood. 
De Hunnen vluchtten, maar de Goten achtervolgden hen en vulden de rivieren met lijken zodat deze overstroomden en de hieropvolgende vloed vulde de valleien met lichamen van mensen en paarden.
Angantyr zocht tussen de gevallenen en vond eindelijk zijn broer. Hij riep dat de doem van de nornen wreed was, waarin een broer zijn broer moest doden.
Bölvat er okkr, bróðir,
bani em ek þinn orðinn,
þat mun æ uppi,
illr er dómr norna.